# مبارزه با شمشیر (فیلم)
دعوای چاقو (به تامیلی: Kaththi Sandai) یا مبارزه با شمشیر (به انگلیسی: Sword fight) فیلمی محصول سال ۲۰۱۶ و به کارگردانی آمار کایوشیک است. در این فیلم بازیگرانی همچون ویشال، تمنا باتیا و جاگاپاتی ببو ایفای نقش کرده‌اند.